# Абу-Гораб
Абу-Гораб — пірамідальний храм сонячного бога Ра в давньоєгипетському Мемфісі, на березі Абусирського озера. Історики приурочують його зведення до правління фараона Ніусерра (2400 до н. е.), який активно упорядкував прилеглі квартали Мемфіса. Пам'ятник вперше докладно було досліджено німецькими фахівцями з Єгипетського музею в 1898—1901.
Храм складався з двох частин — долішньої і горішньої. Перша з них в даний час затоплена і мало доступна для археологічних досліджень. Відмінними рисами храму були обеліск і дев'ять резервуарів невідомого призначення (можливо, використовувалися для збору жертовної крові). На стінах храму зображені Хеб-Сед Ніусерра і створення світу богом Ра. З південного боку Абу-Гораба вчені виявили Сонячний човен.

## Галерея

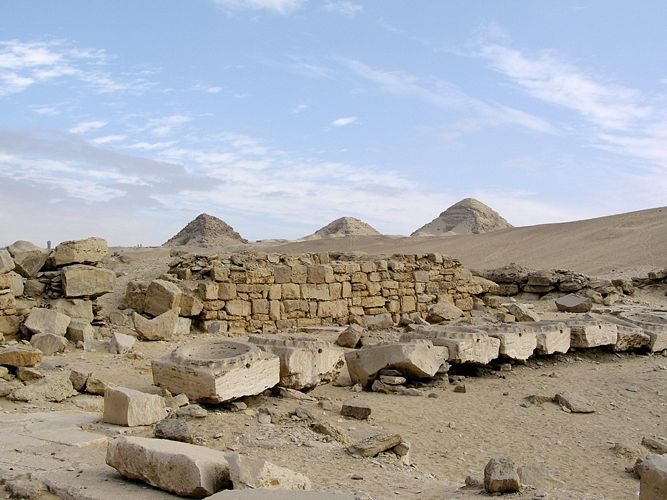
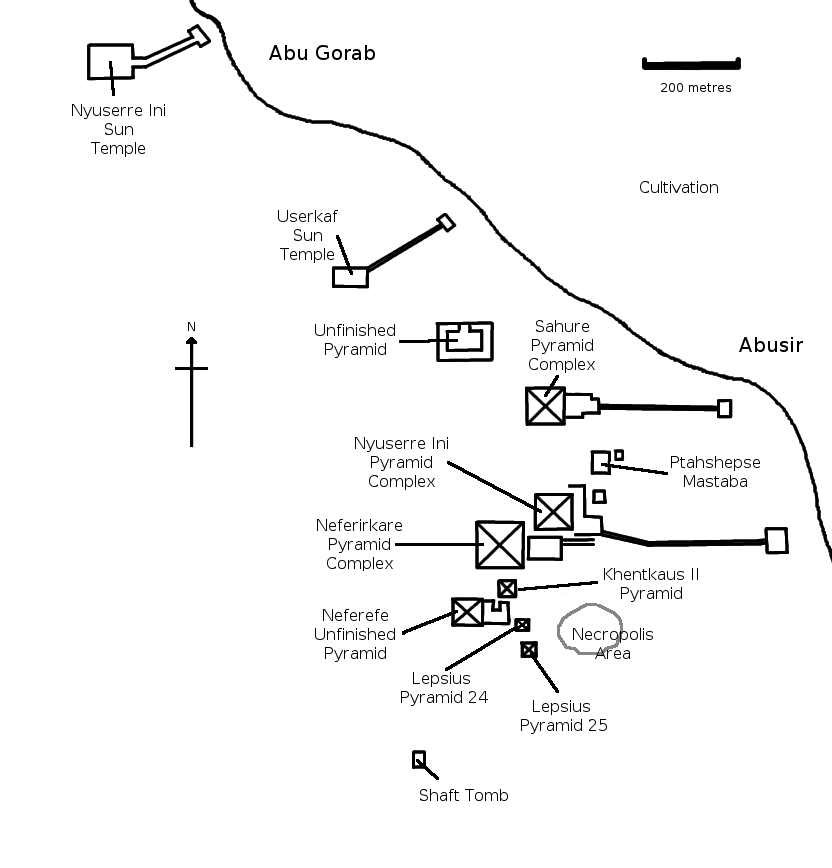
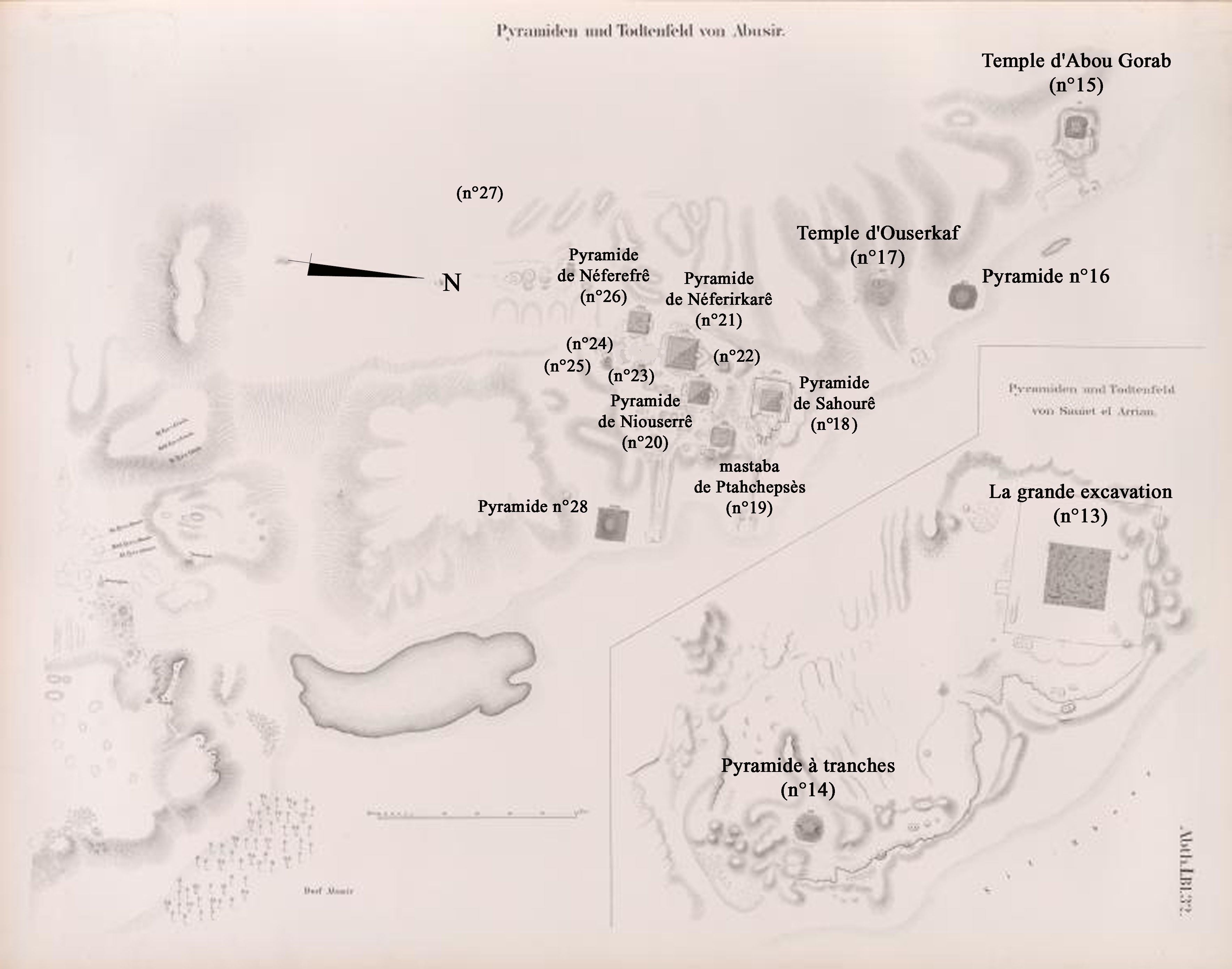
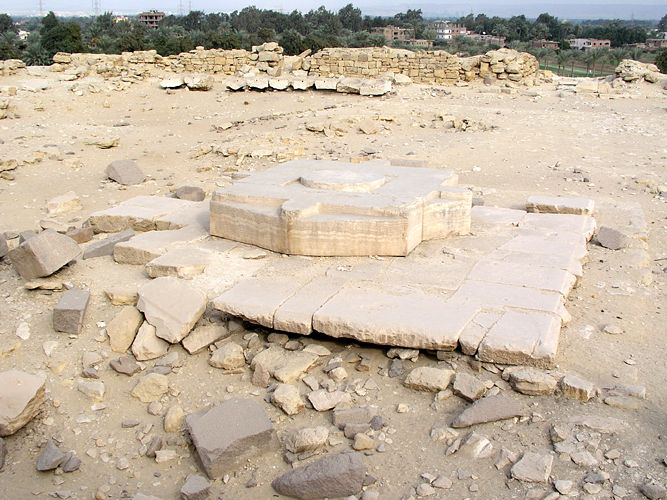
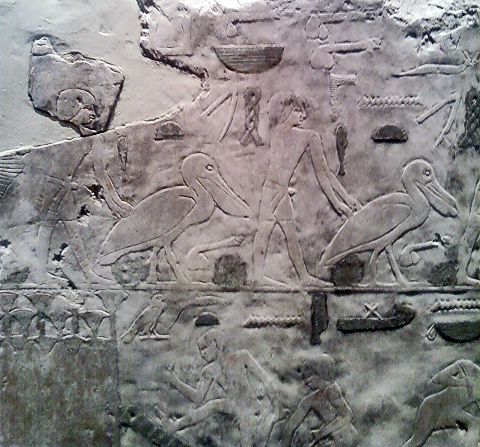
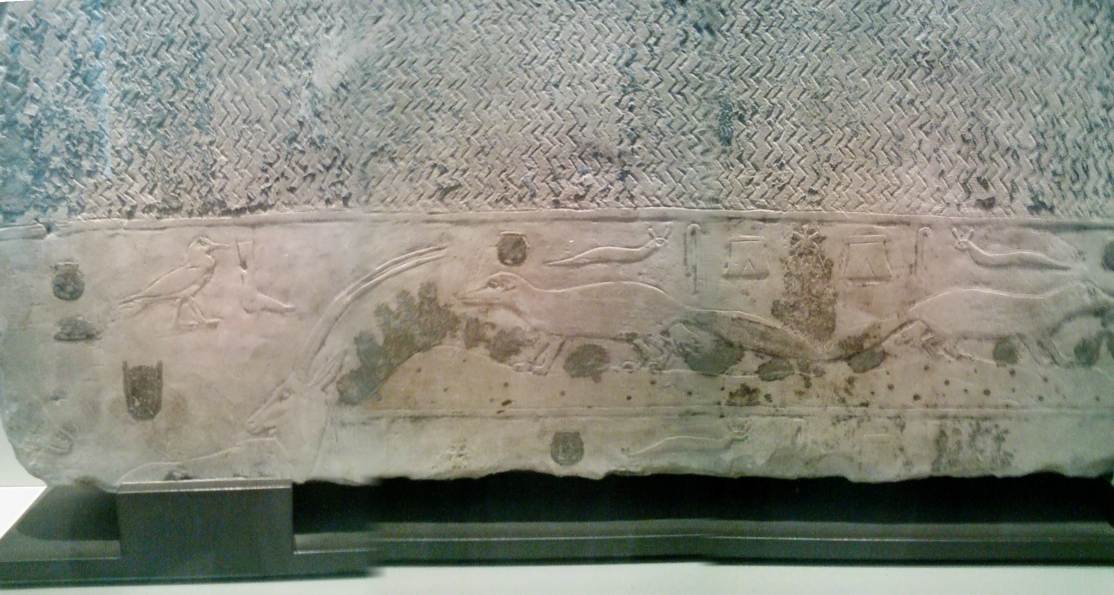
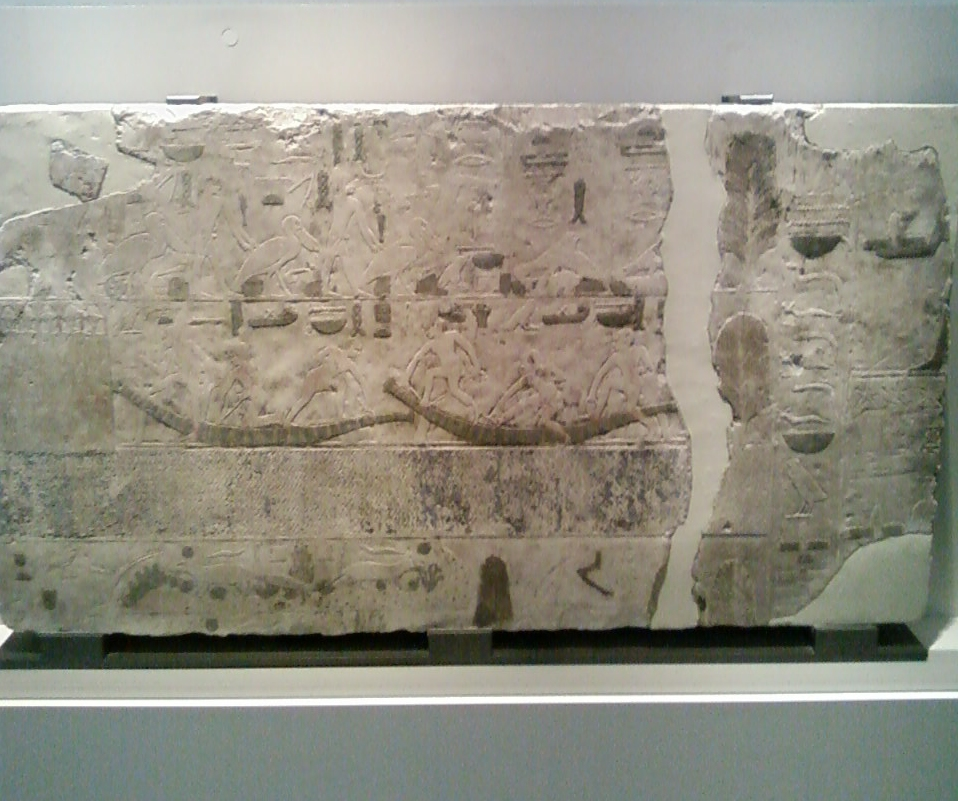